# Breitunger Rennsteig
Der Breitunger Rennsteig ist ein 16 Kilometer langer Wanderweg in Thüringen. Er ist ein Zweigweg des Rennsteiges und verbindet den Thüringer Wald mit dem Ort Breitungen/Werra am Ufer der Werra. Der Breitunger Rennsteig wird auch als Ur- oder Brücknerscher Rennsteig bezeichnet. Hiermit wird an den Meininger  Landeskundler Georg Brückner (1800–1881) erinnert, der ihn wegen seiner Grenzlage und Bestimmung als Fortsetzung des Rennsteigs betrachtete.

## Verlauf

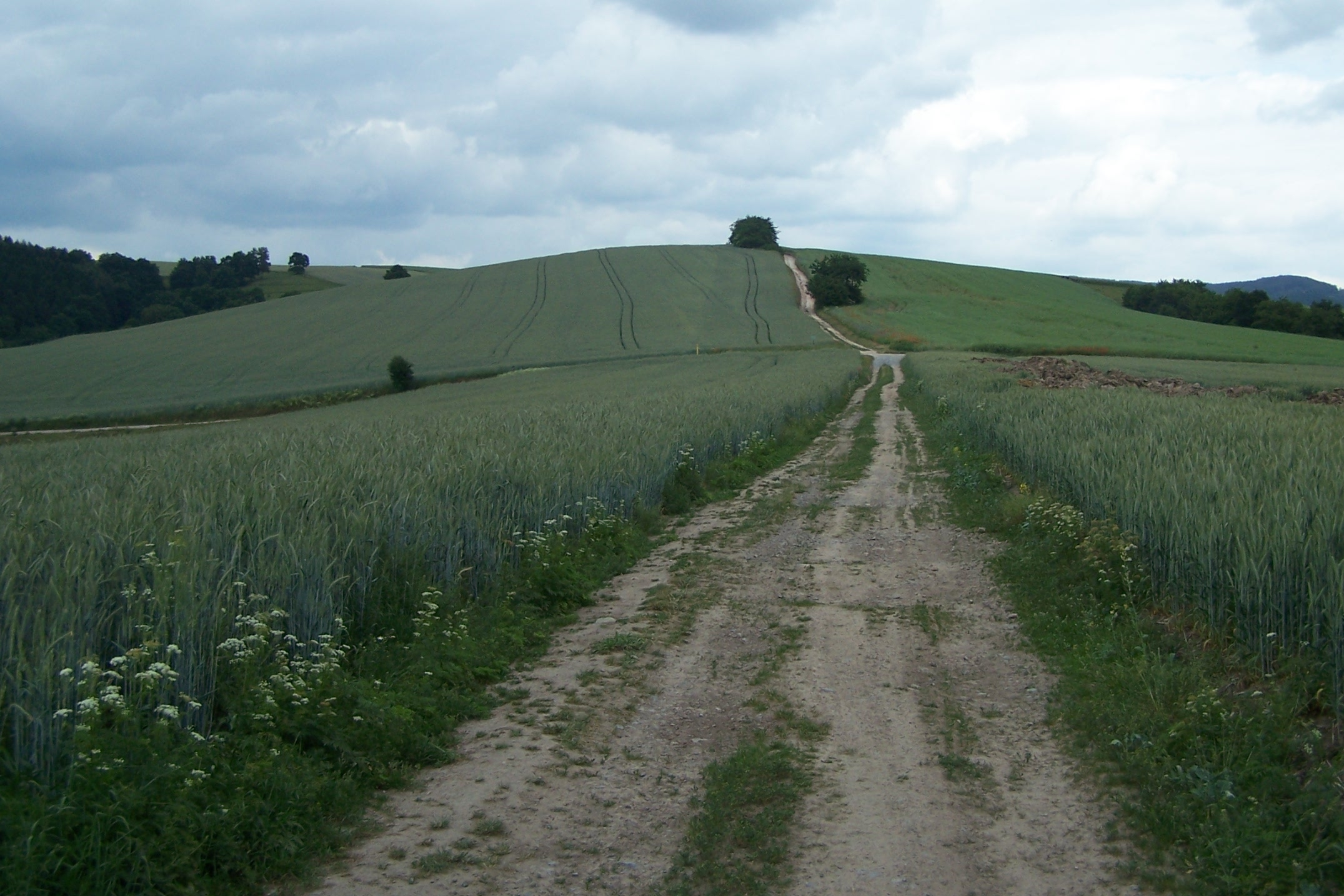
Breitunger Rennsteig, Aufstieg zum Vogelsberg bei Trusetal

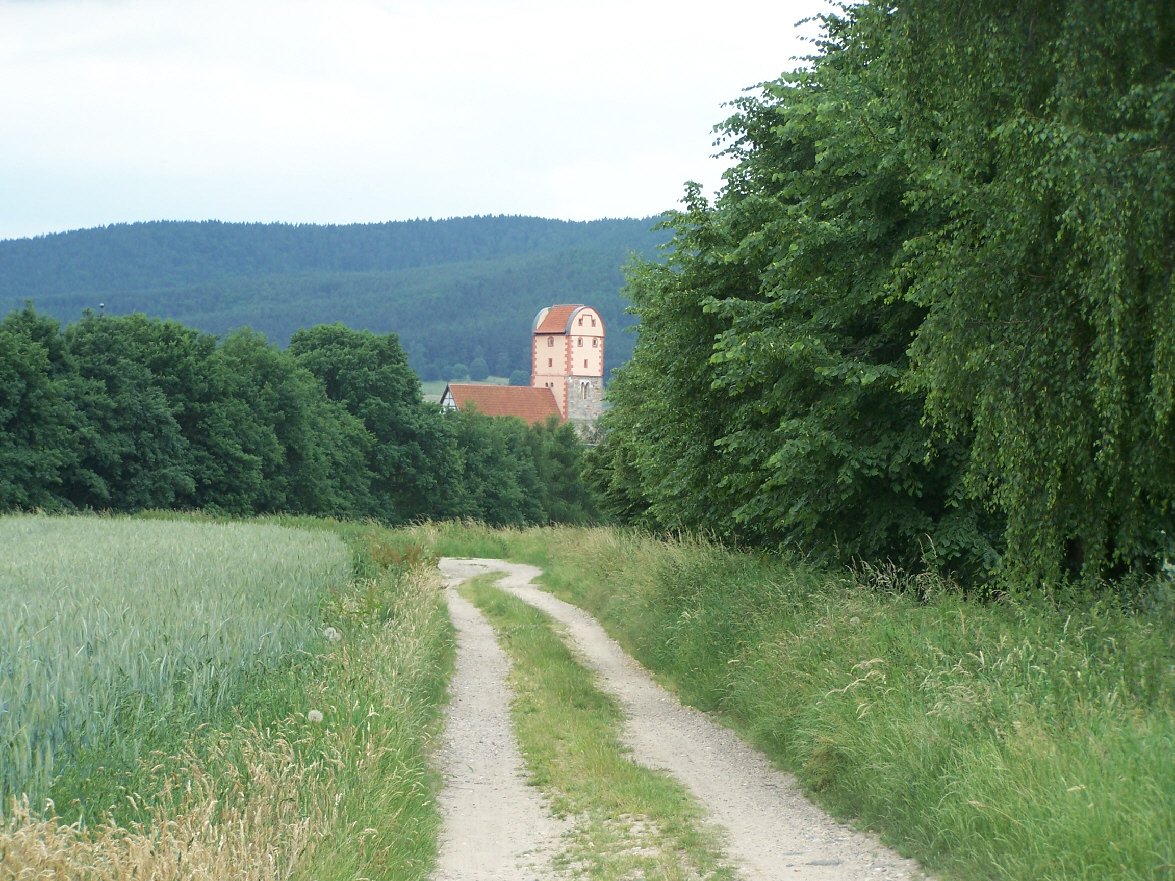
Am Breitunger Schloss

Der Breitunger Rennsteig beginnt am Dreiherrenstein am Großen Weißenberg (746,5 m ü. NN) bei Ruhla, überquert die Brotteroder Straße und verläuft über Unteren Beerberg (710,7 m ü. NN), Aussichtspunkt am Questenstein (724,4 m ü. NN),
Rennwegskopf (729,6 m ü. NN), Judenkopf (712 m ü. NN) und Rastplatz gegenüber Hohe Klinge (531,2 m ü. NN) zu Tal. Entlang der Bairodaer Landwehr (ausgeschildertes Bodendenkmal) gelangt man in einen Wiesengrund, der in Bairoda endet. Hier teilt sich der Weg. Der westliche Zweig führt als unbefestigter Fußweg zum Gehöft Wolfsberg (300,7 m ü. NN) und steigt dann auf zur Kleinen Wolfskuppe (446,3 m ü. NN). Der östliche Zweig verläuft etwa zwei Kilometer auf der Landesstraße 1126 in Richtung Trusetal und biegt dann in südlicher Richtung ab (Ausschilderung beachten). Nach weiteren 1,5 km treffen beide Abschnitte am Kleinen Wolfsberg wieder zusammen. In offener Landschaft führt der Kammweg noch über den Saarkopf (426,2 m ü. NN), den Klausberg (398,9 m ü. NN) und den Vogelsberg (360,4 m ü. NN) zum nordwestlichen Ortsrand von Breitungen, der nach Passieren einer Unterführung an der Bundesstraße 19 am Breitunger Schloss erreicht wird.

## Kennzeichnung
Analog zum weißen „R“ des Rennsteiges ist der Breitunger Rennsteig mit einem weißen „B“ markiert.